# Wiatr opowiada o Waldemarze Daae i jego córkach
Wiatr opowiada o Waldemarze Daae i jego córkach (duń. Vinden fortæller om Valdemar Daae og hans Døttre) – baśń literacka autorstwa Hansa Christiana Andersena, wydana po raz pierwszy w Kopenhadze w marcu 1859 roku.

## Publikacja
Andersenowska baśń literacka Wiatr opowiada o Waldemarze Daae i jego córkach została po raz pierwszy opublikowana 24 marca 1859 roku w Kopenhadze przez wydawnictwo C.A. Reitzel w antologii Nowe baśnie i opowieści. Pierwsza seria. Trzecia kolekcja. 1859 (duń. Nye Eventyr og Historier. Første Række. Tredie Samling. 1859). W katalogu dzieł Hansa Christiana Andersena autorstwa B.F. Nielsena baśń ma numer 783. Utwór został wznowiony za życia pisarza w 1870 roku w zbiorze Baśnie i opowieści. Tom trzeci (duń. Eventyr og Historier. Tredie Bind).
Andersen uczynił bohaterem baśni historyczną postać, duńskiego arystokratę i alchemika Valdemara Daae (1616–1691). Daae był dziedzicem dworu Borreby na Zelandii. Rodzina utraciła majątek w 1682 roku.

## Polskie przekłady
Jak w przypadku innych baśni Andersena, historia tłumaczeń Wiatr opowiada... na język polski jest długa:
- 1913 – Opowiadanie wiatru: Aleksander Szczęsny (tłum.): Baśnie Andersena. Warszawa. Brak numerów stron w książce
- 1931 – Wiatr opowiada o Waldemarze Daae i jego córkach: Stefania Beylin (tłum.): Baśnie. Warszawa. Brak numerów stron w książce
- 2006 – Wiatr opowiada o Waldemarze Daae i jego córkach: Bogusława Sochańska (tłum.): Baśnie i opowieści. Tom II 1852–1862. Poznań. s. 245–253. ISBN 978-83-7278-194-9. (z oryginału duńskiego)

## Fabuła

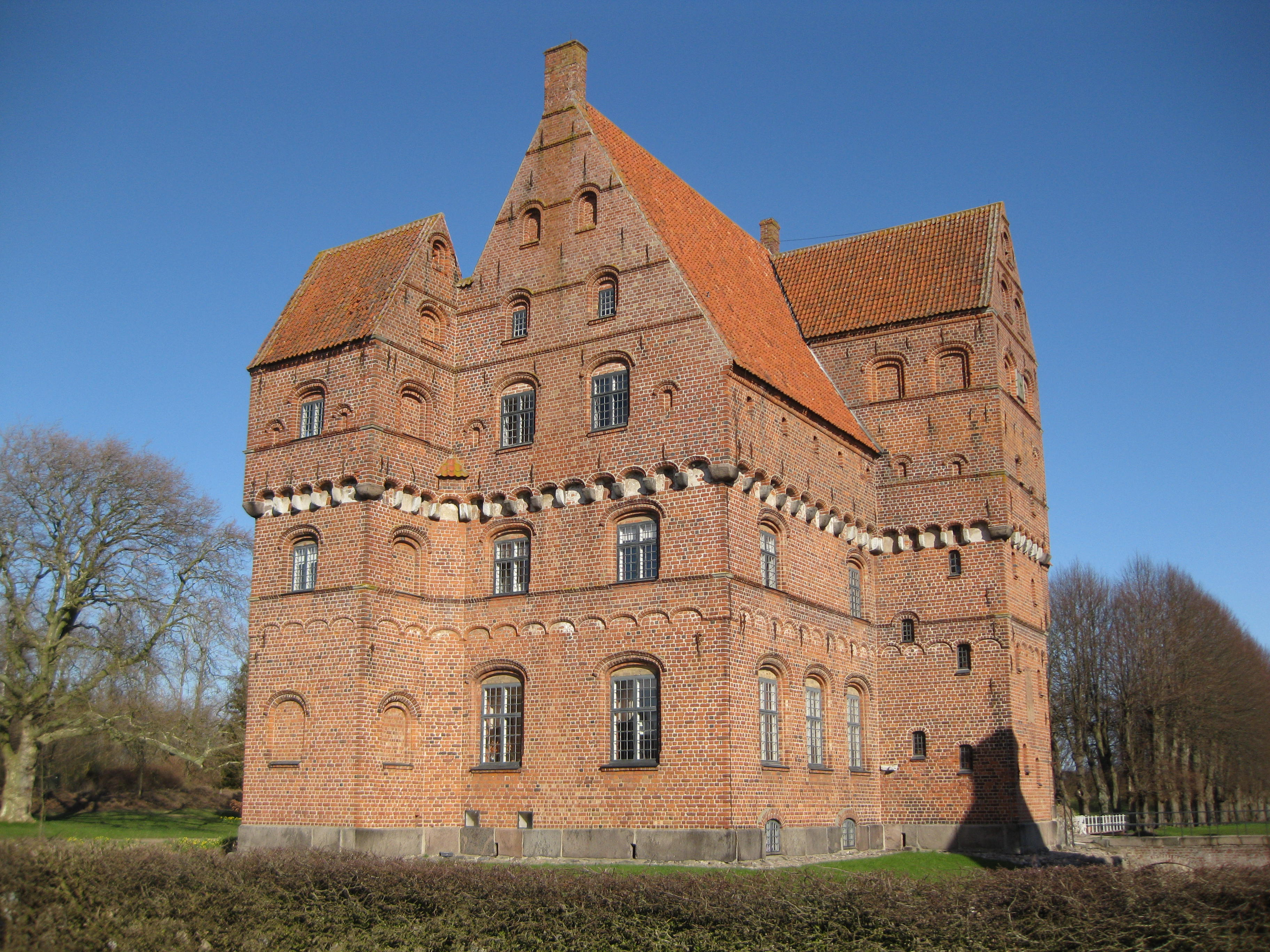
Borreby, 2010

Streszczenia dokonano na podstawie wersji duńskiej.
Wiatr zna mnóstwo podań i opowieści. Zaczyna opowiadać o starej posiadłości Borreby przy Wielkim Bełcie. Kamienie, z których wzniesiono potężny dwór, pochodzą z dawnego zamku Marska Stiga. Wiatr pamięta wszystkich dziedziców i damy, którzy tam mieszkali. Opowiada o Waldemarze Daae, dumnym i ambitnym mężczyźnie z królewskiego rodu.
Jego żona chodzi w bogatych szatach po lśniącej podłodze, a dom pełen jest luksusowych mebli i kosztowności. W piwnicach stoi niemieckie piwo, a w stajniach rżą kare konie. Trzy córki – Ide, Johanne i Anna Dorthea – dorastają w dostatku. W odróżnieniu od innych dworów tutaj dama gra na lutni i śpiewa zagraniczne pieśni. W Borreby jest przepych, goście, muzyka, ale brakuje w tym wszystkim Boga. W czasie wiosennych obchodów młodzież zbiera gałęzie, tańczy wokół ogniska, a wiatr wybiera najpiękniejszego chłopca, który zdobywa przywilej i dziewczynę. Panuje tu radość szczęśliwsza niż w bogatym dworze.
Do dworu zbliża się dostojna dama w złotej karecie zaprzężonej w sześć koni, w towarzystwie trzech młodych córek: „Róży, Lilii i bladego Hiacynta”. Matka, przypominająca wystawnego tulipana, nie pozdrawia nikogo z tłumu, który przerywa zabawę, by jej się ukłonić. Dziewczęta wyglądają jak kwiaty i pewnego dnia ich wybrankiem będzie dumny rycerz lub nawet książę. Kareta odjeżdża, a wieśniacy tańczą wesoło.
Nocą dostojna dama umiera niespodziewanie. Waldemar Daae stoi zamyślony, a jego córki płaczą. Wiatr powraca na Fionię i przysiada przy brzegu, gdzie budują gniazda rybołowy, gołębie, kruki i czarne bociany. Dziedzic Borreby każe wyciąć las, by zbudować kosztowny okręt wojenny, który chciałby sprzedać królowi. Ptaki tracą swoje gniazda i krzyczą przerażone, a Daae i jego dwie starsze córki śmieją się z ich rozpaczy. Jedynie najmłodsza córka, Anna Dorthea, błaga o ocalenie drzewa z gniazdem bociana. Jej prośba zostaje spełniona.
W stajni kare konie rżą i zachwycają wszystkich swoim wyglądem. Królewski admirał podziwia konie, ale nie kupuje okrętu. Okręt stoi bezużyteczny przy brzegu jak biblijna Arka Noego, nigdy nie wypływając w morze. Zimą kruki i wrony siadają na opuszczonym statku i skrzeczą o zniszczonym lesie. Wiatr zasypuje statek śniegiem i krąży wokół niego, jakby dawał mu lekcję o morzu. Córki Waldemara Daae są jeszcze młode i piękne. Mała Ide przypomina różę. Johanne, podobna do lilii, marzy o przyszłości i o portrecie na ścianie. Anna Dorthea, czternastoletnia, cicha i zamyślona, zbiera zioła dla ojca.
Waldemar Daae, dumny i uczony, obsesyjnie szuka sposobu na stworzenie złota. W jego kominku nieustannie płonie ogień, a on sam pracuje dniami i nocami. Z czasem majątek Daae’a znika – konie, srebro, bydło i dom przestają istnieć. W zamku panuje bieda, myszy biegają po spiżarniach, a wiatr hula przez dziury w murach. Ojciec starzeje się, jego włosy szarzeją, a oczy błyszczą chciwością za złotem. Córki marzną w łóżkach, nie ma drewna ani jedzenia, życie staje się nędzne. Waldemar nie traci nadziei, wierzy, że do Wielkanocy uda mu się stworzyć złoto. W Wielkanoc kończy destylację, w szklanym naczyniu pojawia się coś błyszczącego. Woła „Złoto!”, unosi szkło do słońca, ale ręka mu drży i naczynie spada, rozbijając się.
Wszystko kończy się klęską. Daae musi opuścić posiadłość. Wraz z córkami przeprowadza się do biednej chaty. Wiatr odprowadza ich szyderczym wyciem, kończąc historię dawnej wielkości Waldemara Daae.
Wiatr opowiada historię Waldemara Daae i jego córek. Ostatnią, którą widzi, jest Anna Dorthea: blada jak hiacynt, stara i zgarbiona. Mieszka w rozwalającym się domu na wrzosowisku pod Viborgiem. Domostwo ocalało tylko dzięki bocianiemu gniazdu na dachu. Bocian dba o gniazdo, a przez to dom nie zostaje zburzony. Anna Dorthea, żyjąca tam samotnie, pamięta wszystko, całą historię rodu Daae.
Dawna posiadłość Borreby leży w ruinie, a wspomnienia o jej dawnym panu znikają. Nad grobem Waldemara Daae nie dzwonią żadne dzwony, nikt nie śpiewa. Jego córka, Ide, wychodzi za mąż za biednego chłopa, co jest wielką hańbą dla ojca. Anna Dorthea modli się do Boga w nędzy i opuszczeniu. Wiatr wspomina siostrę, która przebrała się za mężczyznę i zaciągnęła na statek. Dziewczyna jest zamknięta w sobie i pracowita, ale nie radzi sobie fizycznie. Wiatr wyrzuca ją za burtę, zanim ktoś odkryje, że jest kobietą.
W poranek wielkanocny Anna Dorthea śpiewa ostatni psalm w swoim walącym się domu. Promień słońca wpada przez dziurę w ścianie i rozświetla jej ostatnie chwile życia. Wiatr zna miejsce ich grobów, lecz nikt inny już o nich nie pamięta.

## Galeria

Ilustracje baśni Wiatr opowiada o ...
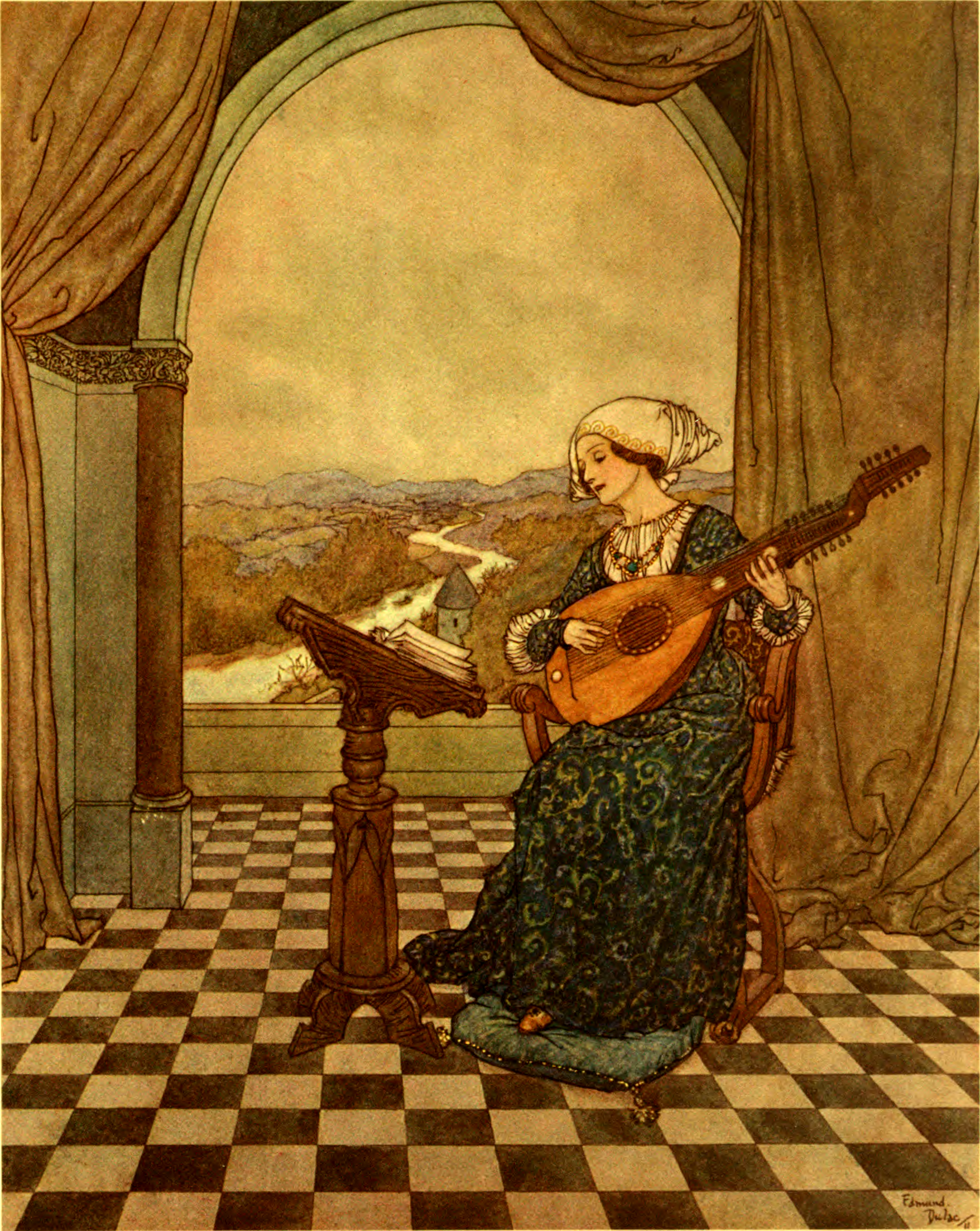
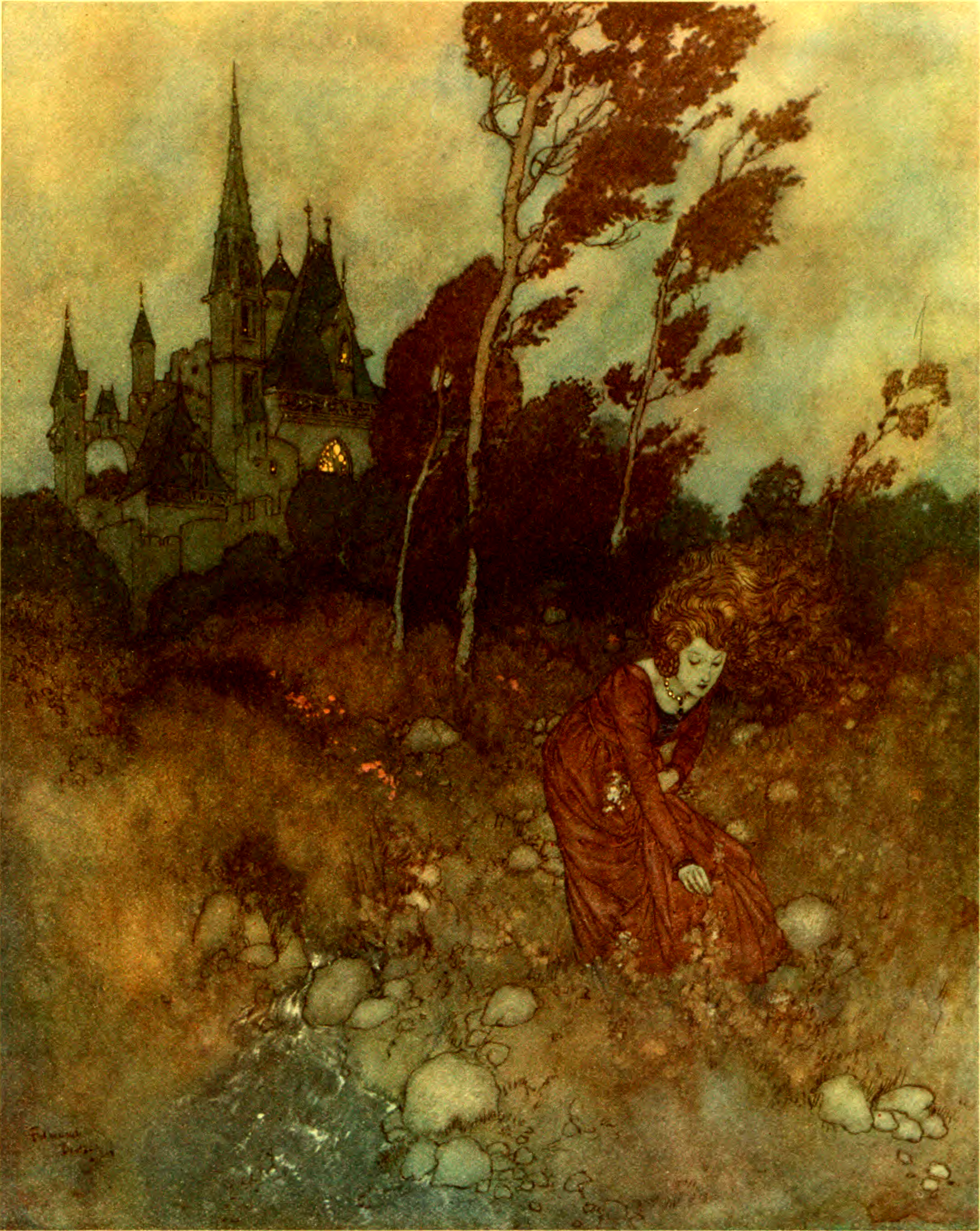
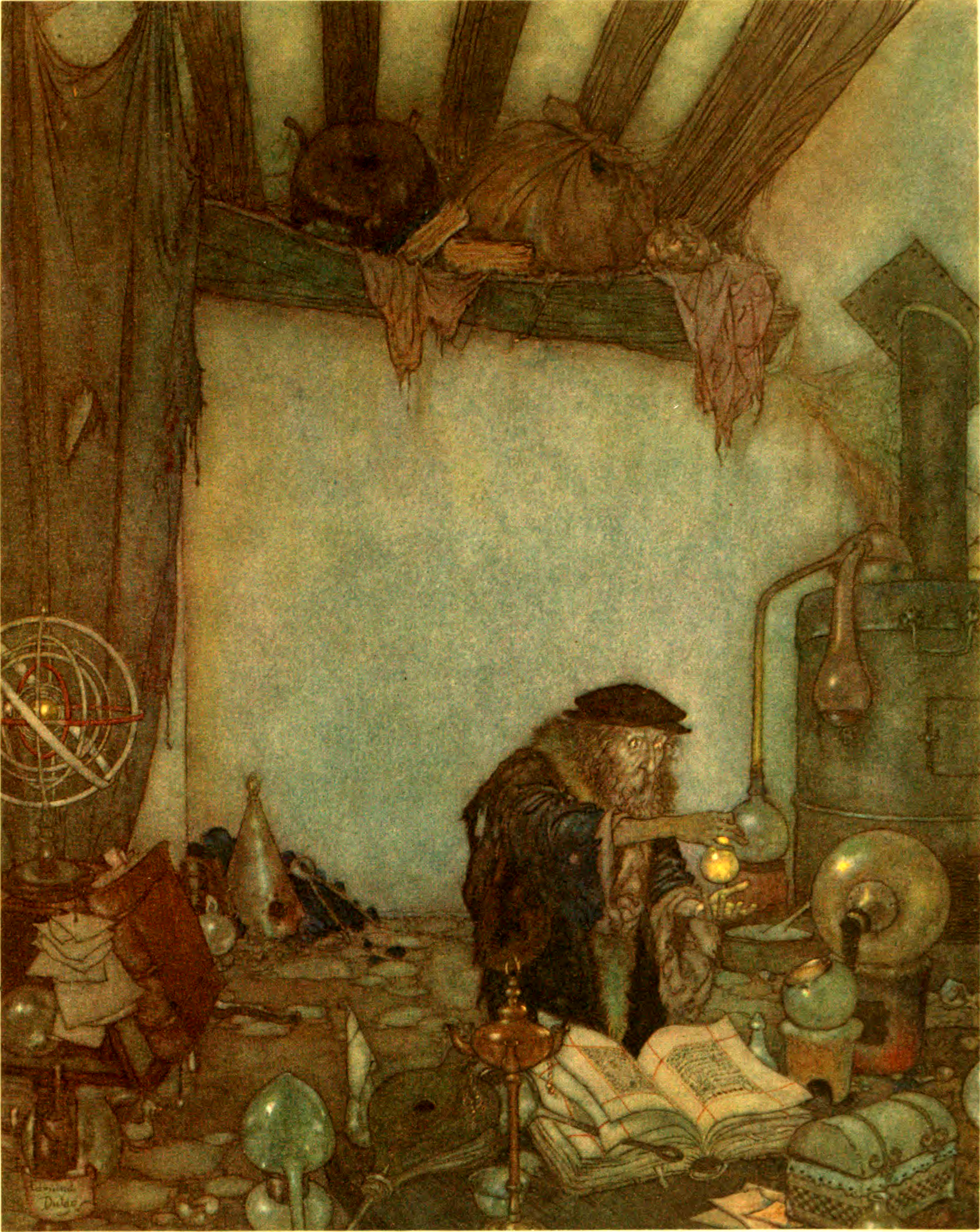
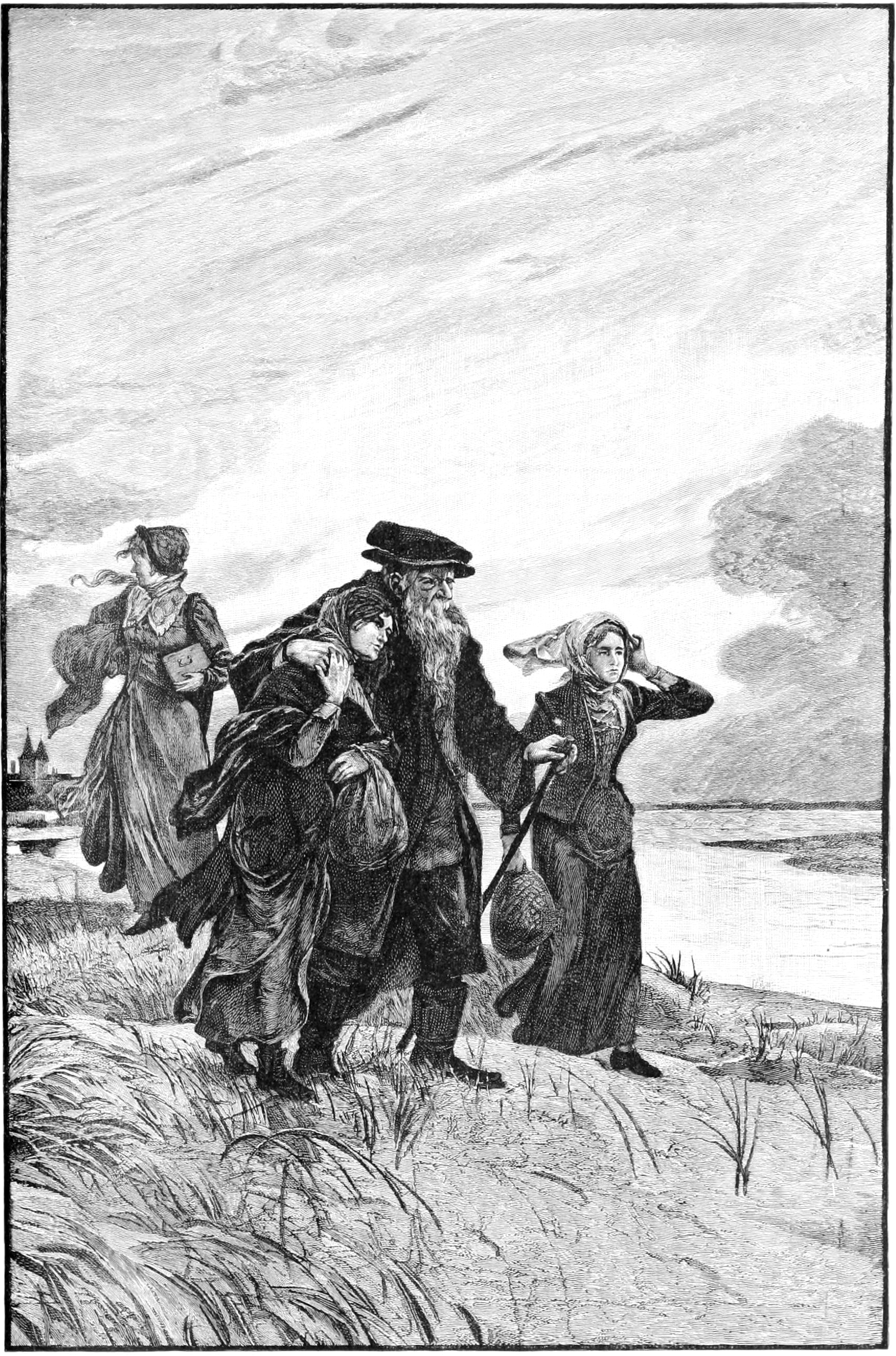
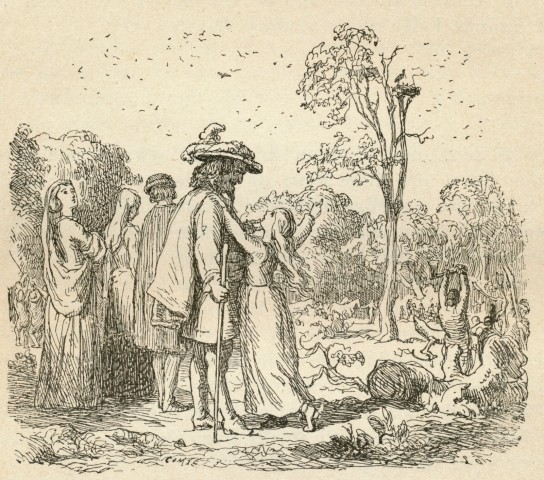